# Alois Kudrnovský

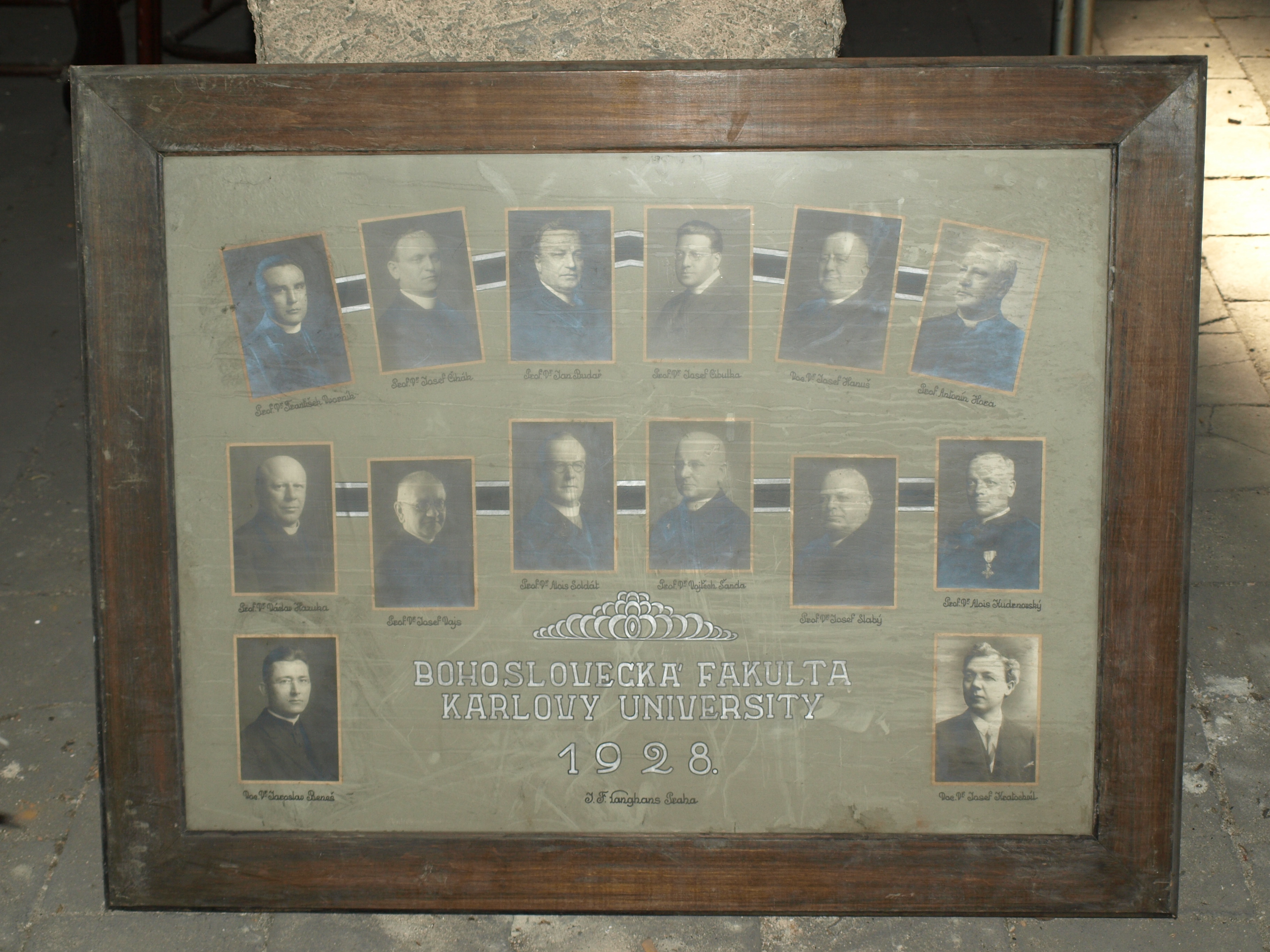
Alois Kudrnovský na tablu vyučujících bohoslovecké fakulty Karlovy univerzity v roce 1928

Alois Kudrnovský (20. června 1875 Pecka u Nové Paky – 12. dubna 1956 Praha) byl český profesor fundamentální teologie, autor teologických publikací.

## Život
Rodák z východočeské Pecky vystudoval teologii v Římě. Po kněžském svěcení působil jako spirituál ve Strakově akademii, kde tehdy byl vzdělávací ústav „pro vzdělávání chudé mládeže z vyšších stavů“. Od roku 1922 pak vyučoval fundamentální teologii a filosofii na Katolické teologické fakultě. V letech 1939–1945 nesměl vyučovat, na fakultu se mohl vrátit až po pádu nacismu. Angažoval se rovněž politicky v lidové straně.
Za svou činnost byl jmenován papežským komořím. Rovněž byl jmenován a instalován kanovníkem Kolegiátní kapituly Všech svatých. Na základě vládního nařízení ze 14. července 1950 byla pražská katolická teologická fakulta vyvázána ze svazku Univerzity Karlovy a nuceně přestěhována do Litoměřic (pod názvem Cyrilometodějská bohoslovecká fakulta v Praze-Litoměřicích zde pak byl jediný státem tolerovaný katolický kněžský seminář v Čechách a na Moravě až do roku 1989). V Litoměřicích již Msgre. Kudrnovský nevyučoval. Žil v Praze až do své smrti v roce 1956.

## Dílo
- Apologetika (1932–1934)
- Bohověda a její studium (1947)
- Kongrua katol. duchovenstva (1940)
- Kristus a církev : I. Okružní list Pia XII : O tajemném těle Ježíše Krista a o našem v něm spojení s Kristem (1947)
- Meditace pod křížem (1916)
- Moderní Kristus (1922)
- O záhadách života a lidské duše (1924)
- Spiritismus (1908)
- Svátek Krista Krále (1926)
- Záhady spiritismu (1925)